# Visknallarna
Visknallarna var en musikgrupp från  Markaryd som uppträdde med sång, gitarrer och bas från 1972 till 1985. Medlemmar var Bertil Sandström, Kent Melin, Benny Torstensson och Roland Johansson. Efter Roland spelade Sven Torstensson bas och även fiol. Senare tillkom även Steve Nilsson. Visknallarna gjorde tre LP-skivor på Starec Records i Växjö och var med i TV-programmet Nygammalt. Bandets mest populära låtar var "Klas o Mas" och "Honolulu".